# Marinar

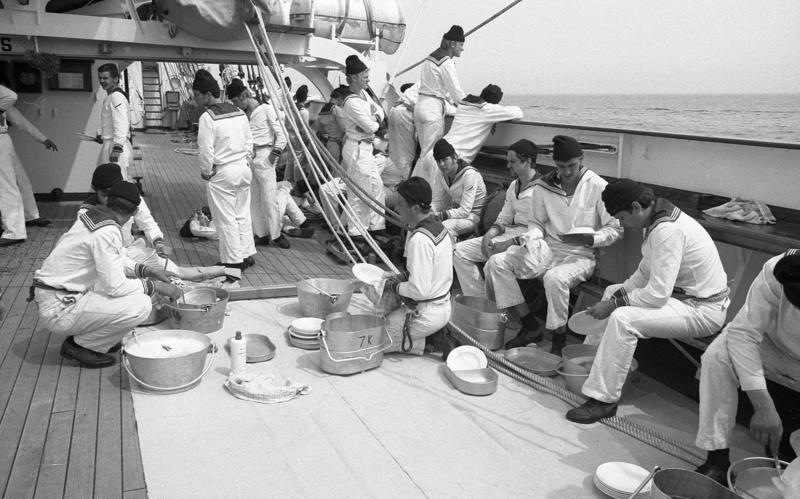
Marinari

Marinar este o persoană care face parte din echipajul unei nave (matelot, matroz), sau care face serviciul militar la marina militară.
- marinar brevetat: membru al echipajului unei nave calificat să îndeplinească un anumit serviciu la bord
- marinar de punte: marinar care lucrează la instalațiile de pe puntea navei
- marinar sondor: marinar care manevrează sonda pentru a măsura adâncimea apei
- marinar stagiar: marinat aflat în practică la bordul navei
- guler marinar: guler mare albastru, dreptunghiular, lăsat pe spate, purtat la bluză; conform tradiției marinărești, dungile simbolizează cele trei mari bătălii navale din istorie.

## Tradiții marinărești
Se obișnuiește ca fiecare navă să fi botezată de o nașă, care sparge o sticlă de șampanie de navă, pentru ca vasul să aibă puterea să lupte cu valurile mării.
Cea mai puternică superstiție marinărească este aceea că, dacă sticla de șampanie nu se sparge de corpul navei, este semn rău.